# T-95
O T-95 foi um projeto de desenvolvimento de uma nova geração de tanques de batalha principais, feito para a Federação Russa na fabrica de Uralvagonzavod inspirada nas linhas e chassis do T-72 e T-90. O projeto foi cancelado em 2010.

## Características
A maioria das informações sobre o tanque era especulativa. O tanque era presumivelmente um desvio significativo dos tanques soviéticos da era atualmente em serviço.
Em particular, de acordo com Moscou, esperava-se que teria uma nova suspensão hidropneumática com características adaptativas, e toda a tripulação será colocado em um compartimento selado dentro do casco, isolado de outros componentes do tanque.
Embora não haja informação concreta, vários sites publicaram descrições e ilustrações de uma concepção inovadora. A arma principal seria alegadamente  de 135 mm ou de calibre 152 mm (maior do que as armas 105-120-125 mm em tanques pesados) e teria um novo sistema de controle de fogo multi-canal que funciona com óptica, IV, térmica e espectros de radar.
A arma seria remotamente controlada. Tal mecanismo previa a melhora da sobrevivência da tripulação em relação aos projetos existentes, porque o compartimento da tripulação está separada do abastecimento de munição, e também porque o tanque seria quase totalmente escondido e protegido em um casco de posição baixa. A tripulação seria apenas de três pessoas, todas dentro do casco.
O reservatório teria alegadamente que ser construído sobre o princípio de capacidades idênticas para ambos: artilheiro e comandante, e apoiaria plenamente o artilheiro no modo de operação, um sistema unificado de informação e comando tático e um nível do sistema de gerenciamento automático e avançado ativa e passiva ajudas defensivas para proteger a tanque de vários tipos modernos e futuras de ameaça.

## Descrição
O Objeto 775 ou projeto 775 estava sendo desenvolvido nos Urais, e é a última derivação do tanque T-90, que por sua vez deriva do T-72. A sua designação oficial não foi determinada e a referência T-95 parece ser especulativa.
Mesmo apresentado como um tanque novo, o T-95 conservava parte do sistema motriz dos carros de combate mais antigos, embora aparente ter uma torre completamente redesenhada, quebrando com a tradição dos tanque da antiga União Soviética.
Algumas vezes o T-95, era referido como Black Eagle, mas esta designação parece ser a do tanque da concorrente da Transmash de Omsk conhecido como projeto 640.
Deve ser notado que o T-95 era apenas um projeto e não parece ter seduzido as autoridades russas, que optaram por continuar a adquirir carros do modelo conhecido como T-90, fabricado também pela Uralvagonzavod.
Há vários esboços e projetos deste tanque e nada era definitivo quanto às suas características finais.
Na generalidade, o T-95 aparece como um redesenho muito radical da tradicional configuração dos tanques soviéticos. A principal característica do projeto russo, que permite distinguir o T-95 dos seus antecessores é a pequena dimensão da torre, praticamente reduzida ao novo carregador automático, mais pequeno e capaz de disparar oito tiros por minuto.
A torre do T-95 não deveria ser tripulada e seria controlada automaticamente pelo sistema de controlo de tiro. Por ser muito mais pequena e muito mais leve, a torre também giraria muito mais depressa, podendo fixar-se num novo alvo apenas escassos segundos depois de ter disparado contra outro.
Mas embora o projeto parecesse revolucionário não é definitivo, pelo que não pode ser descartada a possibilidade de que o T-95 possa poderia ser mais uma derivação do T-90S, eventualmente com uma torre modificada de reduzidas dimensões e com um canhão de maior calibre.
O governo russo abandonou o projeto completamente em 2010, preferindo investir no T-99.

## Armamento
Foram apontados vários armamentos principais para este tanque. Ele poderia utilizar ou uma versão melhorada do canhão de 125mm comum nos tanques de montagem sovietica, como poderia incluir um novo canhão de 152mm com capacidade para disparar mísseis antitanque. Outras referências falam em um canhão intermédio de calibre 135mm capaz de disparar projecteis a quase 2.000 m/s. Ao contrário do que aconteceu com os anteriores carros de combate produzidos pela Omsktransmash, como o T-90 e o T-72, que eram versões mais baratas de outros tanques, o T-95 tem no seu custo o principal óbice à sua introdução no exército da Rússia. O seu principal concorrente, conhecido como Black Eagle, parecia ser mais barato, ainda que menos revolucionário.